# 482 Music
482 Music ist ein US-amerikanisches Musiklabel aus New York im Bereich des Free Jazz und der Improvisationsmusik.

## Geschichte
Auf dem 1997 von Mike Lintner in Chicago gegründeten und seit 2008 in New York City ansässigen Musiklabel erscheinen seit Beginn der 2000er Jahre Produktionen im Bereich des Free Jazz und der Improvisationsmusik, erste Veröffentlichung war ein Album der Chicagoer Latin-Jazz-Band Casolando.

## Musiker
Die nachfolgende Auswahl an Musikern veröffentlichten diverse Tonträger auf dem Label 482 Musik sowie seinem Sublabel Document Chicago.
- Jason Adasiewicz
- Matt Bauder
- Anthony Braxton
- Greg Burk
- John Butcher
- Taylor Ho Bynum
- François Carrier
- Harris Eisenstadt
- Scott Fields
- Tomas Fujiwara
- Herculaneum
- Joëlle Léandre
- Barre Phillips
- Mike Reed
- Nat Reeves
- Dave Rempis
- Jason Roebke
- Frank Rosaly,
- George Schuller
- Aram Shelton
- Tyshawn Sorey
- Chad Taylor
- Matt Ulery
- Gebhard Ullmann
- Biggi Vinkeloe